# 立健亭
立健亭（Compound Codeine Phosphate Solution），止咳药水的一种，是黄色、蓝色或绿色的澄清粘稠液体，有清香，口服或肌内注射。一般都为瓶装，需要在10-30度的室温下遮光密封保存。立健亭属于中枢性镇咳药，止咳效果非常好，也是部分麻醉药的组成成分。

## 药物成分
磷酸可待因，盐酸麻黄碱，马来酸氯苯那敏，氯化氨，愈创木酚甘油醚。不同品种的立健亭的各成分比例可能有所不同。

## 主治疾病
伤风、流感、上呼吸道感染、咽喉及支气管刺激所引起的咳嗽、痰少咳嗽、干咳、敏感性咳；因感冒、枯草热、过敏性鼻炎引起的流涕、流泪、打喷嚏、鼻塞和咽喉发痒。

## 立健亭上瘾
立健亭通常被呼作“大力”，味甜带咸，许多人喝大力上瘾，在网上称为“大力出奇迹”；这样会产生许多副作用，也可能浪费大量钱财，所以大力的使用受到中国严格管制。在欧美国家，上瘾者到医院治疗，医院可以在上瘾者麻醉时给他大量服用阿片受体拮抗剂，帮助病人脱瘾，称为“全麻下超快速脱毒”。